# Аудиокасета
Компакт-касета (аудиокасета или просто касета) е вид носител на информация на магнитна лента. През втората половина на XX век това е един от най-разпространените носители на звукозапис. На нея може да се записват както аналогов сигнал (музика и говор), така и данни (цифров сигнал). За първи път компакт-касетата (на английски: Compact Cassette) е представена през 1963 г. от компанията Philips. Поради относително ниската си цена доста дълго време (от 70-те до 90-те години) компакт-касетата е най-популярното средство за запис, но от 1990 г. насетне постепенно се измества от компактдисковете, а по-късно – и от други носители на информация.
Записът се прави върху магнитна лента с широчина 3,81 mm и дебелина 11 – 27 μm, която е разделена на две (при моно запис) или четири звукови пътечки (при стерео запис). Всяка касета има две страни за запис и прослушване, означавани с А и В. Продължителността на просвирване варира: най-често 30 или 45 минути на всяка страна (общо 60 или 90 минути, означавани съответно като C60 and C90). Съществуват и варианти със 180 минути продължителност (обикновено те се използват за запис на аудиокниги, а не на музика).
Скоростта на движение на лентата в касетата при прослушване или запис обикновено е 4,76 cm/s. В много двукасетни устройства има възможност за копиране на записа от една на друга касета със скорост 9,53 cm/s. В диктофоните, за да се увеличи продължителността на записа, се използват скорости 2,38 и 1,19 cm/s. Касетите на Philips са означавани с буквата C и цифра, означаваща общата продължителност на записа в минути: C45, C60, C90, C120 и т.н.